# Pheia flavilateralis
Pheia flavilateralis là một loài bướm đêm thuộc phân họ Arctiinae, họ Erebidae.